# میخایلوفکا (شهرستان دووانسکی، باشقیرستان)
میخایلوفکا (انگلیسی: Mikhaylovka, Duvansky District, Republic of Bashkortostan) یک شهرک در شهرستان دووانسکی در استان باشقیرستان کشور روسیه است.